# Brugherio
Brugherio (výslovnost [brughéːrio], v dialektu [Bryːghéro]; latinsky Vicus brigandis) je italské město v oblasti Lombardie v provincii Monza a Brianza, ležící v jejím jižním cípu. K 31.8.2020 mělo 35 188 obyvatel.
Místní části a připojené obce jsou Baraggia, Dorderio-Increa, Moncucco a San Damiano.

## Historie

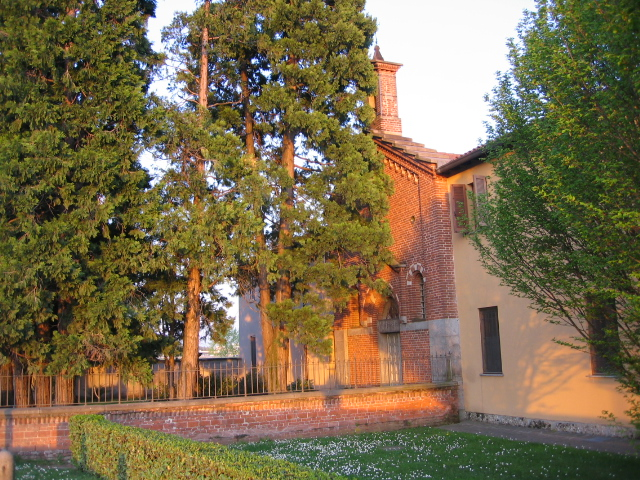
Kostel sv. Ambrože

Ojedinělé archeologické nálezy antické římské kultury pocházejí z doby před naším letopočtem. Do 4. století je datována pozdně římská vila, kterou zbožná tradice spojuje se svatým Ambrožem a jeho sestrou Marcellinou, která od něj získala relikvie Svatých tří králů, dosud uchovávané ve farním kostele sv. Bartoloměje. Brugherio bylo situována na důležité obchodní stezce, která spojovala jihofranské Bordeaux s Aquileiou, zvanou Via Burdigalense.
Ve středověku jsou doložena sídelní jádra Noxiate, Octavum a „Barazia“, která náležela klášteru benediktinů San Damiano.
Brugherio se zapojilo do válek mezi rody Viscontiů a Torriánů (della Torre). Za vlády španělských Habsburků byla město rozděleno mezi Monzu, Vimercate a farnost Gorgonzola. K církevnímu spojení farností došlo po morové epidemii a jí způsobeném vylidnění v roce 1578, na pokyn milánského arcibiskupa a kardinála Karla Boromejského. Funkční církevní správa zachovala ve městě osm historických chrámů a několik cenných šlechtických rezidencí, pro které je vyhledávají turisté. Dochovala se také industriální architektura:budova hedvábnické manufaktury, která zde byla činná od 18. století.
V současnosti je ovšem hospodářskou prioritou města průmysl.

## Památky

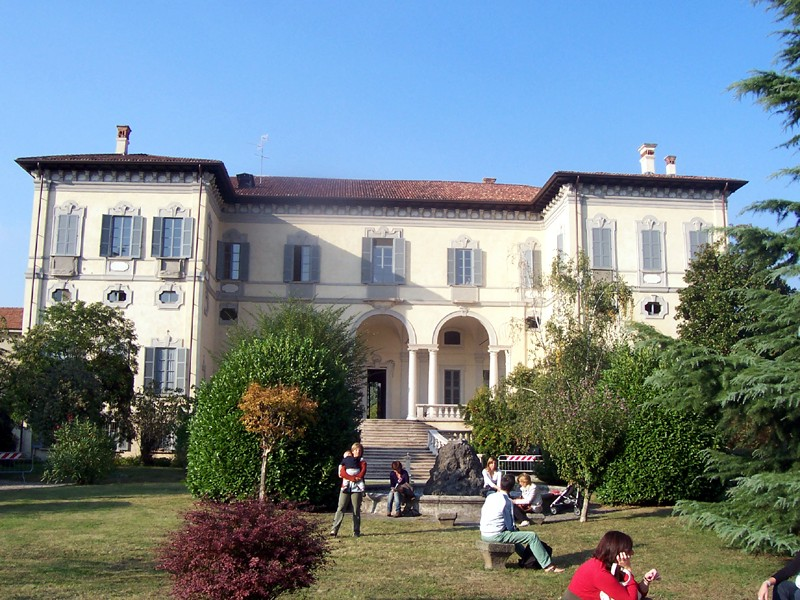
Villa Sormani

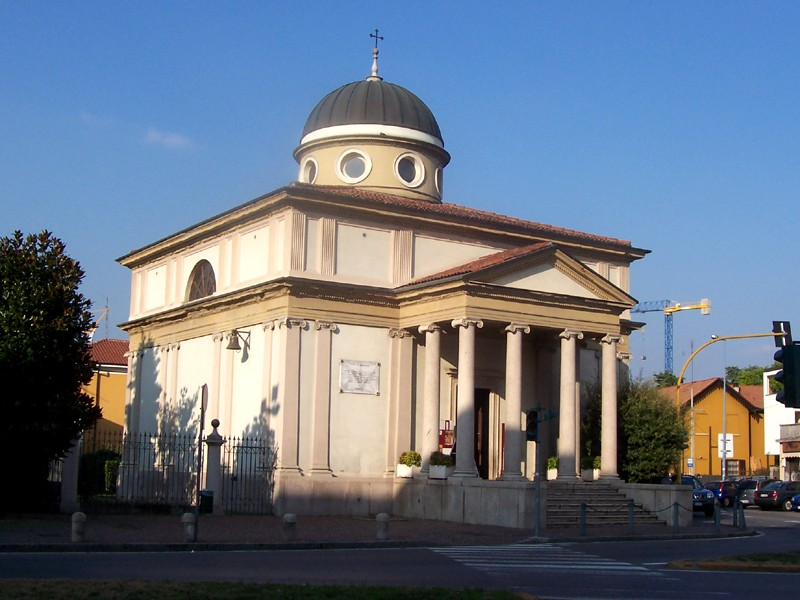
Kostel sv. Lucia

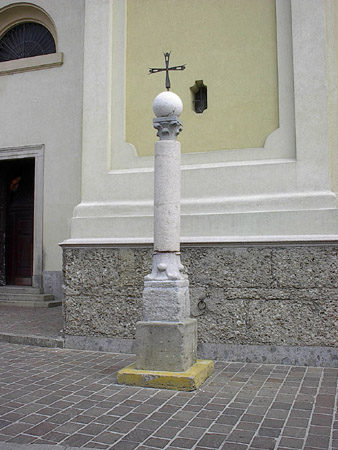
Morový kříž

Dobře dochované historické centrum kolem kostela sv. Bartoloměje a Piazza Roma je obklopeno stavbami ze 16.- 19. století, čtyřmi paláci, parky a zahradami.
- Kostel sv. Ambrože a Marcelliny - poutní věhlas raně středověkého kostela vedl k jeho zásadní přestavbě roku 1884.
- Kostel Sv. Bartoloměje, trojlodní bazilika; současný hlavní farní chrám je třetí v pořadí; první byl vysvěcen karlem Boromejským roku 1578, druhý vystavěn v letech 1751-1755, třetí přestavba skončila roku 1938; svátek patrona města sv. Bartoloměje se slaví každoročně o víkendu vztahujícím se k 25. srpnu.
- Villa Fiorita
- Palazzo Ghirlanda-Silva
- Kostel sv. Lucia (San Lucio) při ville Sormani, klasicistní z let 1815-1817
- Villa Sormani-Andreani - barokní palác s parkem, ve kterém se roku 1784 uskutečnil první italský let montgolfiérou
- Morový kříž (Colonna votiva) - před kostelem sv. Bartoloměje, a další ve městě byly vztyčovány na památku obětí moru z let 1577-1578
- Budova někdejší hedvábnické manufaktury (Filanda di Baraggia)

## Rodáci
- Paolo Andreani (1763-1823) italský vzduchoplavec, který v Moncucco roku 1784 uskutečnil první let balónem.
- Franco Brambilla (1923-2003) italský arcibiskup a misionář v Tanmzanii a Uruguayi

## Partnerská města
- Le Puy-en-Velay, Francie
- Prešov, Slovensko